# طارف
طارف (به عربی: الطارف) یک شهر و شهرداری در الجزایر است که در ناحیه الطارف واقع شده‌است.
 طارف  ۲۵٬۵۹۴ نفر جمعیت دارد.